# Camila Soato
Camila Soato   (Sobradinho, 15 d'agost de 1985) és una artista i investigadora de l'art brasilera.

## Carrera
Soato va néixer a Sobradinho, a pocs quilòmetres de Brasília i en la seva joventut es va traslladar a la capital. Allà va obtenir un grau en belles arts en la Universitat de Brasília. La seva investigació se centra en pintures que elegeixen el descuit com a poder, allunyant-se del virtuosisme asèptic i tècnic, i abraçant el miserable, l'aspre i allò mal acabat. Soato viu i exerceix laboralment a la ciutat de São Paulo. En el seu treball, utilitza tècniques tradicionals per crear imatges satíriques que representen situacions estranyes.
Soato ha realitzat exposicions individuals en galeries de Rio de Janeiro, São Paulo i Brasília. El seu treball ha estat inclòs en exposicions col·lectives al Paço das Artes, en el Museu Afro Brasil i en el Museu d'Art Modern de Rio de Janeiro. Al 2013 va guanyar el Premi PIPA, escollit per votació popular.